# ميخائيل كلارك (لاعب كريكت باربادوسي)
ميخائيل كلارك (21 سبتمبر 1913 - 10 نوفمبر 1982) (بالإنجليزية: Michael Clarke)‏ هو لاعب كريكت باربادوسي. شارك مع منتخب باربادوس الوطني للكريكت.